# Nelson Paillou
Pour les articles homonymes, voir Paillou.
Nelson Paillou, né le 6 janvier 1924 à Bordeaux et mort le 17 novembre 1997 à Jurançon, est un ancien handballeur français qui préside au Comité national olympique et sportif français de 1982 à 1993. Il a également été Président de la Fédération Française de Handball de 1964 à 1982.

## Biographie

### Le B.E.C. et le handball
Orphelin à 7 ans et pupille de la Nation, il est élevé à Ciboure au Pays basque. De bonnes études secondaires l'amènent à la faculté des lettres de Bordeaux où dès ses débuts d'étudiant il introduit en 1942 le handball au Bordeaux Étudiants Club.
Nommé immédiatement président de la section, il est secrétaire général du club à 18 ans, poste qu'il occupe jusqu'en 1964. Il s'engage dans les structures fédérales et assume également une carrière d'arbitre international.
En 1964, il accède à la présidence de la Fédération française de handball et lance un plan d'expansion pour favoriser un développement de masse.

### L'éducation nationale
Il est professeur de lettres au lycée Gustave-Eiffel de Bordeaux pendant 18 ans.
En 1962, chargé de mission par l'Éducation nationale, il devient secrétaire général de la Fédération des Œuvres éducatives et de vacances de l'Éducation nationale et il le reste jusqu'en 1982.
Dans ces fonctions, pour satisfaire la demande de mise en place d'un centre de vacances pour enfants, il crée l'AROEVEN, dans le quartier de la Mouline près d'Arette. Ce village reste sa résidence de cœur et il y est enterré.

### L'Olympisme
Chef de mission adjoint de la délégation française aux Jeux Olympiques de Munich en 1972, il est nommé chef de mission de la délégation française aux Jeux Olympiques de 1976 à Montréal.
En 1982, il quitte la fédération française de handball pour succéder à Claude Collard à la présidence du Comité national olympique et sportif français, dont il a été vice-président de 1971 à 1977. Pendant les onze années de ses trois mandats il défend l'indépendance du mouvement sportif et lutte avec les politiques pour défendre son budget. Il est aussi à l'origine des Jeux de l'Avenir. Et pour donner une assise plus visible au CNOSF, il fait construire la Maison du sport français à Paris.
Sa présidence reste marquée le renforcement des structures consacrées à l'éthique. À l'origine dès 1980 de la création de l’association française Pour un sport sans violence présidée par Fernand Sastre, président de la Fédération française de football, il est aussi à l'origine de sa fusion trois ans plus tard avec le Comité pour le Fair Play au sein d'une Association française pour un sport sans violence et pour le fair-play (AFSVFP) dont Robert Pringarbe est le premier président.
Destinant à la tête de la commission juridique du CNOSF Maurice Abeberry, le président de la Fédération française de pelote basque et avocat, la commission juridique accueillera les premières missions de conciliation issues de la loi sur le sport du 16 juillet 1984 dans les conflits nés à l'occasion d'une activité sportive, opposant les licenciés, les associations et sociétés sportives et les fédérations agréées.
En 1987, en association avec le CNOSF, paraît la Revue Juridique et Economique du Sport impulsée avec Maurice Abeberry par les professeurs François Alaphilippe et Jean-Pierre Karaquillo fondateurs du Centre de droit et d'économie du sport de l'Université de Limoges.
Nelson Paillou préside aux festivités des Jeux olympiques d'hiver de 1992 organisés à Albertville. Ceux-ci sont les derniers à avoir eu lieu la même année que les Jeux olympiques d'été. Et l'année suivante, à l'issue de son troisième mandat, il laisse la place à l'ancien président de la Fédération française de natation Henri Sérandour. Il préside cependant encore l'année suivante le Comité d'organisation du congrès olympique du centenaire du CIO, organisé à Paris en 1994.
Parallèlement à sa carrière olympique, il siège au Conseil Économique et Social de 1984 à 1997, ce qui lui permet de proposer diverses mesures concernant les valeurs qu'il soutient avec le sport : formation des dirigeants sportifs et des sportifs, …, et leur financement par la création du Loto sportif.
Il décède le 17 novembre 1997 dans un accident de voiture sur une route de son Béarn d'adoption.

## Distinctions
- Commandeur de la Légion d'honneur (1996)
- Officier de l'ordre national du Mérite (1983)

Il est promu officier de l'ordre national du Mérite en 1983.
Il est promu officier de l'ordre national de la Légion d'honneur le 1er décembre 1988 puis commandeur le 12 juillet 1996.
Il figure au sein de la promotion 2006 des gloires du sport.

## Hommages
L'Insep, dans le bois de Vincennes à Paris, accueille le complexe Nelson-Paillou dédié au basket-ball, au badminton et au tir sportif.
Un amphithéâtre Nelson-Paillou, de 300 places, existe à la Maison du sport français sise à l’angle du boulevard Kellermann et de l’avenue Pierre-de-Coubertin dans le 13e arrondissement de Paris – construite en 1991 et inaugurée au moment des Jeux olympiques d'Albertville de 1992 –, devenue siège du Comité national olympique et sportif français. Il existe également un amphithéâtre de 208 places nommé Nelson-Paillou à la maison régionale des sports du Grand Est.
Chaque année, en septembre, la communauté d'agglomération de Pau organise une fête des sports nommée « Journée Nelson Paillou »,.